# Aphragmus eschscholtziana
Aphragmus eschscholtziana là một loài thực vật có hoa trong họ Cải. Loài này được Andrz. ex DC. mô tả khoa học đầu tiên năm 1824.